# Новояворовская городская община
Новояворовская городская общи́на (укр. Новояворівська міська громада) — территориальная община в Яворовском районе Львовской области Украины.
Административный центр — город Новояворовск.
Население составляет 51 605 человек. Площадь — 272,8 км².

## Населённые пункты
В состав общины входит 1 город (Новояворовск), 1 посёлок (Шкло) и 20 сёл:
- Бердыхов
- Воля-Добростанская
- Воля-Старицкая
- Добростаны
- Каменноброд
- Качмари
- Кертынов
- Когуты
- Лес
- Молошковичи
- Мужиловичи
- Подлубы
- Прилбичи
- Рулевое
- Солыги
- Стадники
- Старичи
- Стени
- Терновица
- Чолгини